# Eupempelus illuminus
Eupempelus illuminus är en skalbaggsart som beskrevs av Jose R.M. Mermudes och Dilma Solange Napp 2001. Eupempelus illuminus ingår i släktet Eupempelus och familjen långhorningar. Inga underarter finns listade i Catalogue of Life.